# Santa Fe (Colón)
Santa Fe – gmina (municipio) w północnym Hondurasie, w departamencie Colón. W 2010 roku zamieszkana była przez ok. 6,8 tys. mieszkańców. Siedzibą administracyjną jest Santa Fe.

## Położenie
Gmina położona jest w północno-zachodniej części departamentu. Graniczy z 2 gminami:
- Balfate od południa i wschodu,
- Trujillo od zachodu.

Od północy obszar ogranicza Morze Karaibskie.

## Demografia
Według danych honduraskiego Narodowego Instytutu Statystycznego na rok 2010 struktura wiekowa i płciowa ludności w gminie przedstawiała się następująco:
| Wiek      | 0–3 | 4–6 | 7–12  | 13–17 | 18–24 | 25–64 | 65+ | razem |
| Santa Fé  | 615 | 496 | 1 089 | 891   | 1 008 | 2 261 | 401 | 6 762 |
| Mężczyźni | 409 | 331 | 700   | 519   | 697   | 1 464 | 223 | 4 343 |
| Kobiety   | 206 | 165 | 389   | 372   | 311   | 797   | 178 | 2 419 |